# Etnografisk museum
Etnografisk Museum eller Universitetets Etnografiske Museum er en museumssamling, der var en egen museumsinstitution som bestod fra 1857 til 1999. I dag er det en del af Kulturhistorisk museum, Universitetet i Oslo.
Oprindelsen til Etnografisk Museum var at Universitetet i 1851 fik en forespørgsel om at skaffe samiske genstande til en udstilling i London. I bytte fik Universitetet en del etnografika fra andre lande. Disse, sammen med kopier af samiske gipshoveder og en del andre genstande i Universitetets eje, blev udgangspunktet for en samling som åbnede for publikum i 1857. Dette var et af de første rene etnografiske museer i verden.[kilde mangler] I de første år holdt museet til i nogle loftsrum i de gamle universitetsbygninger på Karl Johans gate, men i 1904 flyttet Etnografisk Museum, sammen med Universitetets Oldsaksamling og Myntkabinettet, ind i det nybyggede Historisk Museum i Frederiks gate 2. I 1999 blev de tre institutioner slået sammen til én, under navnet Universitetets Kulturhistoriske museer. I 2004 blev navnet ændret til Kulturhistorisk museum.
Blandt museets bestyrere/professorer kan nævnes Yngvar Nielsen 1877 - 1916, Ole Solberg 1916 - 1946 og Gutorm Gjessing 1947 - 1973. 
Den samiske samlingen, som var museets udgangspunkt, ble i 1951 overført til Norsk Folkemuseum, med den begrundelse at samerne da ville blive mere ligestillet med den øvrige befolkningen i landet. 